# Xã Forbes, Quận Charles Mix, South Dakota
Xã Forbes (tiếng Anh: Forbes Township) là một xã thuộc quận Charles Mix, tiểu bang Nam Dakota, Hoa Kỳ. Năm 2010, dân số của xã này là 101 người.